# میشل نیمایر
میشل نیمایر (انگلیسی: Michel Niemeyer؛ زادهٔ ۱۹ نوامبر ۱۹۹۵) بازیکن فوتبال اهل آلمان است.
از باشگاه‌هایی که در آن بازی کرده‌است می‌توان به باشگاه فوتبال لایپزیگ و باشگاه فوتبال ماگدبورگ ۱ اشاره کرد.